# Paulo Jorge Da Silva
Paulo Silva (Luanda, Angola; 20 de septiembre de 1974) es un exfutbolista de Angola que jugaba en la posición de defensa.

## Carrera

### Club
| Periodo   | Club                 |
| --------- | -------------------- |
| 1994-2000 | Petro Atlético       |
| 1997-1998 | → GD Chaves (cedido) |
| 2000-2001 | Ettifaq FC           |
| 2001-2002 | Al-Wehda Mecca       |
| 2001-2002 | Al-Nasr SC           |
| 2002-2003 | Petro Atlético       |
| 2003-2004 | Al-Wehda Mecca       |
| 2004-2005 | Al-Hilal Saudi FC    |
| 2005-2006 | Al-Qadisiyah FC      |

### Selección nacional
Jugó para Angola en 30 ocasiones de 1996 a 2002 y anotó dos goles; participó en la Copa Africana de Naciones 1998 donde anotó un gol en el empate 3-3 ante Namibia en Bobo-Dioulasso.

## Logros
- Girabola (4): 1994, 1995, 1997, 2000
- Liga Profesional Saudí (1): 2004/05
- Copa de Angola (5): 1994, 1997, 1998, 2000, 2002
- Copa del Príncipe de la Corona Saudí (1): 2003